# Procynosuchus
Genre
Espèces de rang inférieur
- † P. delahareae
- † P. rubidgei

Synonymes
- † Cyrbasiodon Broom, 1931
- † Parathrinaxodon Parrington, 1936

Procynosuchus (« crocodile à avant de chien ») est un genre éteint de cynodontes ayant vécu au cours du Permien supérieur. Il est considéré comme l'un des cynodontes les plus anciens et les plus primitifs. Des restes de Procynosuchus ont été trouvés en Allemagne, en Zambie et en Afrique du Sud. Il mesurait environ 60 cm de long.

## Paléobiologie
Comme il était l'un des premiers cynodontes, de nombreuses caractéristiques de Procynosuchus étaient primitives, mais certaines le distinguaient des autres thérapsides primitifs.
Certaines de ces caractéristiques ont été interprétées comme des adaptations à un mode de vie semi-aquatique. Par exemple, les zygapophyses des vertèbres permettent un haut degré de flexibilité latérale : elles étaient peut-être utilisées par Procynosuchus pour se mouvoir de façon anguilliforme ou nager comme une anguille. Sa queue était également exceptionnellement longue pour un cynodonte. Les longs arcs hémaux auraient donné à la queue une grande surface verticale pour une meilleure propulsion dans l'eau. Les os du pied relativement plats peuvent aussi avoir été une adaptation à la nage, les pieds pouvant avoir été utilisés comme des pagaies. Des crêtes sur le fémur sont une indication de muscles fléchisseurs puissants qui pourraient avoir stabilisé la jambe lors de la nage. Lorsque la cuisse est poussée vers l'arrière dans l'eau, la jambe a tendance à fléchir vers l'avant. De puissants muscles fléchisseurs auraient pu aider à pousser sur la jambe avec le fémur, fournissant une poussée suffisante pour nager.